# Hyppa grisea
Hyppa grisea är en fjärilsart som beskrevs av Arnold Spuler 1905. Hyppa grisea ingår i släktet Hyppa och familjen nattflyn. Inga underarter finns listade i Catalogue of Life.